# Người hộ tang
Người hộ tang (tiếng Anh: undertaker hay mortician) là người thực hiện các nghi thức trong một đám tang. Những người này có thể được thuê để làm việc ướp xác, chôn cất hay hỏa táng người chết cũng như sắp xếp các hoạt động trong tang lễ. Người hộ tang có thể là nhân viên nhà tang lễ hoặc là một cá nhân làm việc tự do.

## Hình ảnh

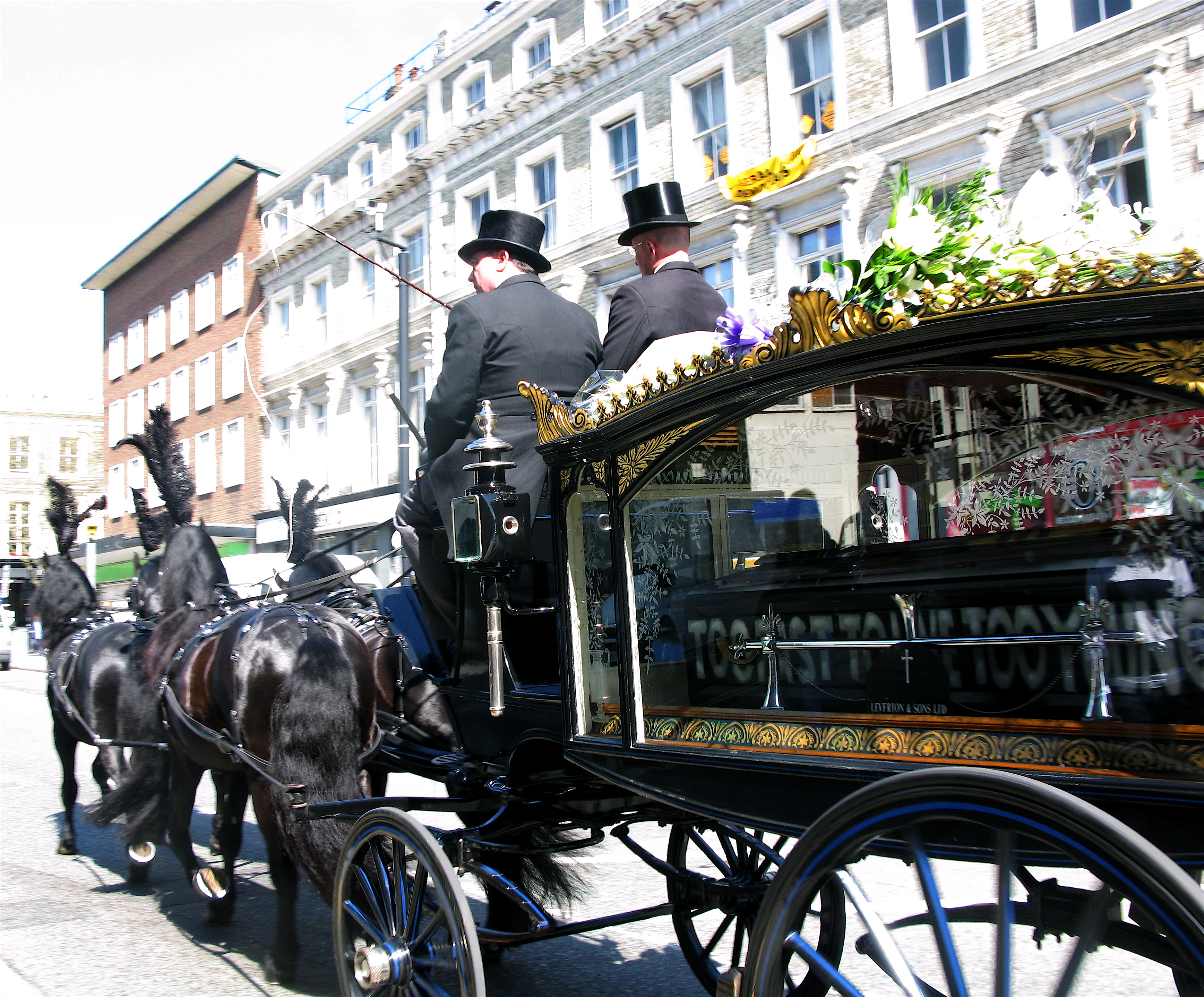
Người hộ tang lái xe tang trên đường
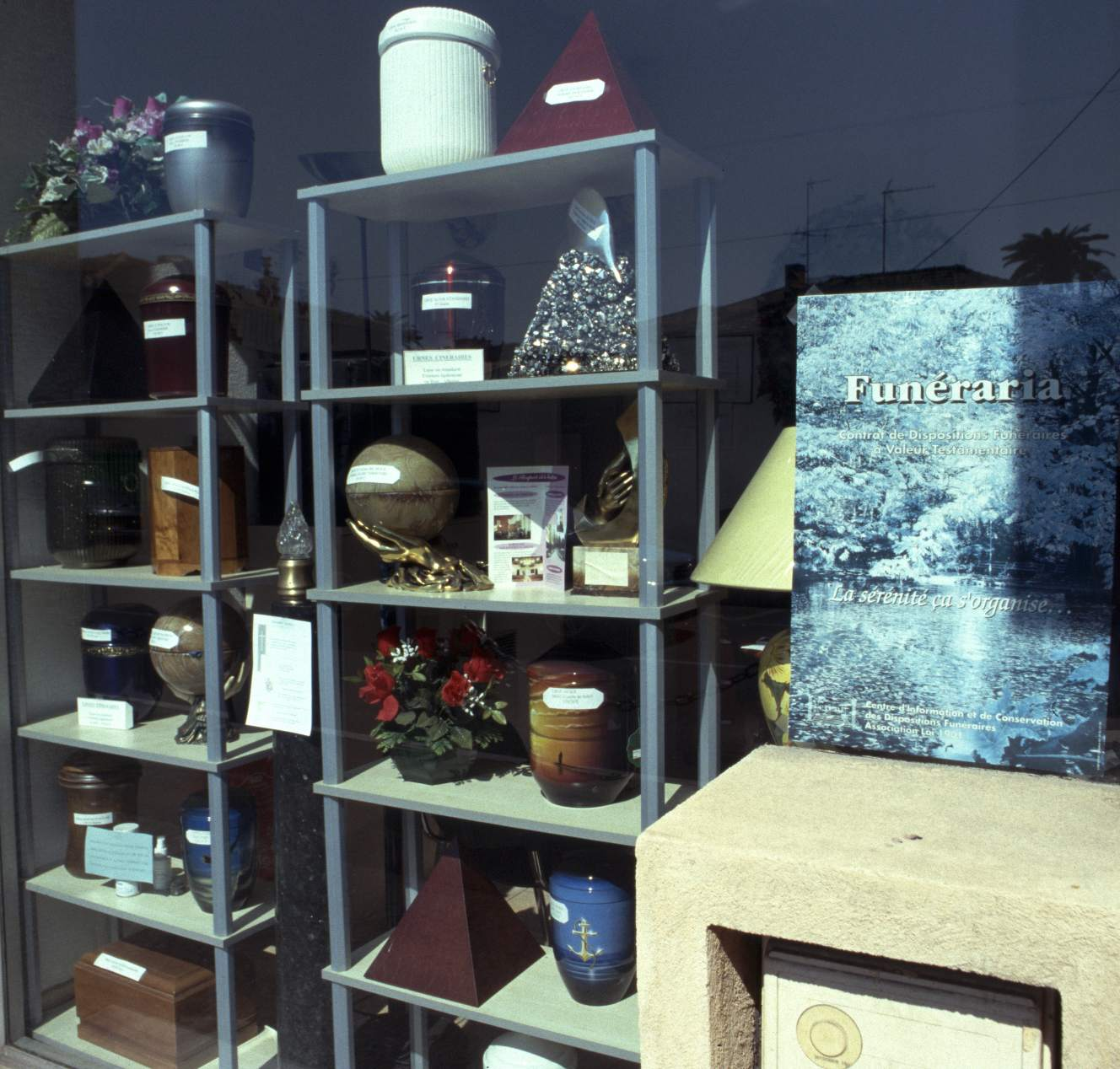
Những chiếc bình tro cốt tại Nice, Pháp
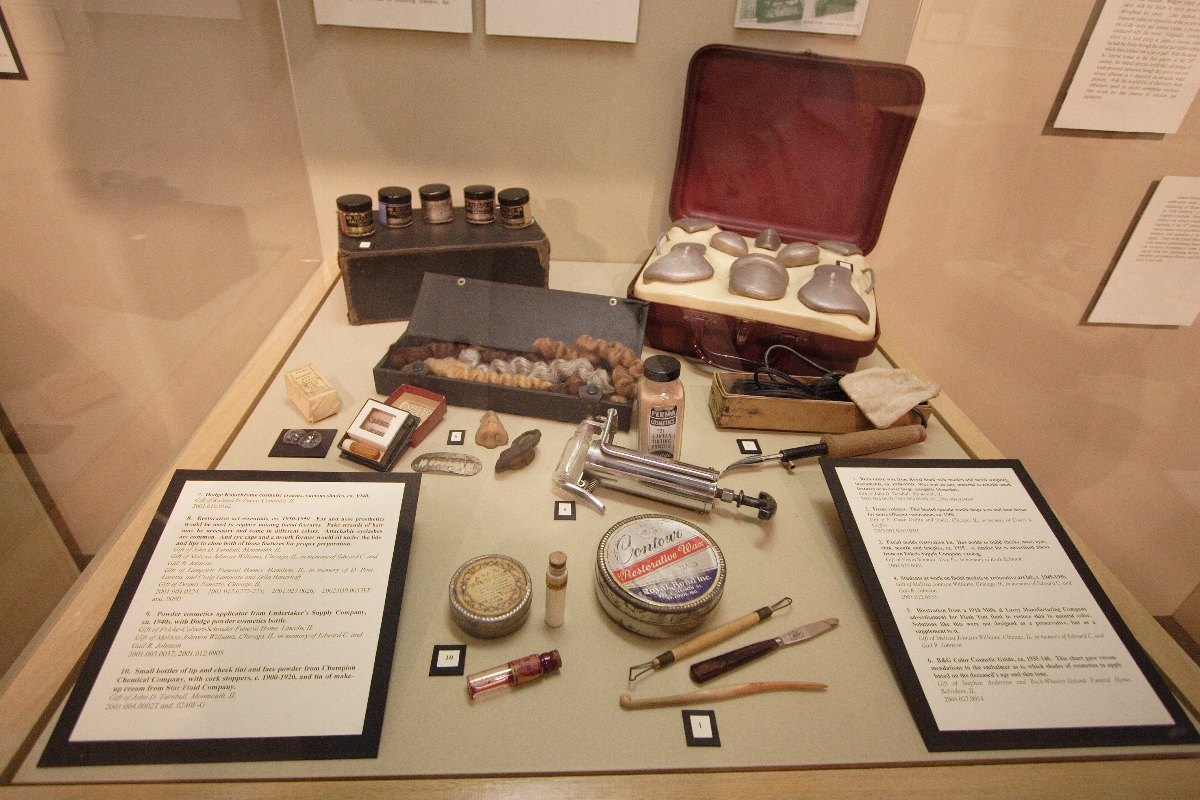
Dụng cụ của người hộ tang trong bảo tàng tại bang Illinois, Hoa Kỳ